# Marquesado de Ximénez de Tejada
El marquesado de Ximénez de Tejada es un título nobiliario español creado por Real Decreto de 31 de abril de 1794 a favor de Pedro Gregorio Ximénez de Tejada y Eslava, a quién se considera primer marqués, si bien el Real Despacho se emitió el 31 de julio del mismo año a favor de su hijo, Antonio Ximénez de Tejada y Argáiz. Contó con el vizcondado previo de Barbadillo.

## Marqueses de Ximénez de Tejada
|                                 | Titular                                                | Periodo                |
| Creación por Carlos IV          | Creación por Carlos IV                                 | Creación por Carlos IV |
| ------------------------------- | ------------------------------------------------------ | ---------------------- |
| I                               | Pedro Gregorio Ximénez de Tejada y Eslava              | 1794-1794              |
| II                              | Joaquín Antonio Ximénez de Tejada y Argáiz             | 1794-?                 |
| Rehabilitación por Alfonso XIII |                                                        |                        |
| III                             | Francisco Fernández de Navarrete y Rada                | 1916-1960              |
| IV                              | Juan Antonio Fernández de Navarrete y López Montenegro | 1962-actual titular    |

## Historia de los Marqueses de Ximénez de Tejada
I. Pedro Gregorio Ximénez de Tejada y Eslava (Funes, 5 de julio de 1708-Funes, 19 de marzo de 1794), i marqués de Ximénez de Tejada, señor de Valdeosera y caballero de la Orden de Malta.
Hijo de Diego Jiménez de Tejada y López de Mirafuentes (1664-1718) y de doña Clara de Eslava y Berrio (1665-1731). Casó con María Joaquina de Argáiz y Velaz de Medrano. Le sucedió su hijo:
II. Joaquín Antonio Ximénez de Tejada y Argáiz, ii marqués de Ximénez de Tejada.
En 1916, por rehabilitación, le sucedió un descendiente de su hermana Catalina:
III. Francisco Fernández de Navarrete y Rada (Zaragoza, 26 de mayo de 1889-Madrid el 12 de diciembre de 1960), iii marqués de Ximénez de Tejada, x marqués de Legarda.
Casó el 10 de diciembre de 1929 con Casilda López-Montenegro y Hurtado de Mendoza. Tuvieron tres hijos. En 1962 le sucedió su hijo:
IV. Juan Antonio Fernández de Navarrete y López Montenegro (San Sebastián, 11 de enero de 1939), iv marqués de Ximénez de Tejada, divisero de la Divisa, Solar y Casa Real de la Piscina y caballero de la Real Maestranza de Caballería de Zaragoza.
Casado con Bárbara González-Valerio de Aspe (f. 2021). Tuvieron cuatro hijos: José María, Juan Antonio, Gonzalo y Álvaro Fernández de Navarrete y González-Valerio.